# Kommandomål
Kommandomål är i Sverige enligt regeringsformen (RF) ett regeringsärende som gäller verkställighet inom försvarsmakten av författningar eller särskilda regeringsbeslut. 
Denna typ ärenden får avgöras av försvarsministern under statsministerns överinseende och behöver inte tas upp i regeringen. Kommandomål kan handla om kommendering och placering av militär personal, övningar, tjänstgöring, eller reglementen, instruktioner och övriga föreskrifter för befälet i dylika ämnen samt om tillträde till svenskt territorium av annan stats örlogsfartyg. 
Begreppet förekom i 1809 års regeringsform. År 1840 inrättades för handläggning av denna typ av ärenden kommandoexpeditioner, vilka efter sammanslagning 1945 avskaffades 1979.